# Touna
Touna est une commune du Mali, dans le cercle de Bla et la région de Ségou. La ville a été fondée par Dôko Tangara au début du XVIe siècle.[réf. souhaitée]